# Erich Schulte Mönting
Erich Schulte Mönting (* 28. August 1897 in Wesel; † 17. Januar 1976 in Soest) war ein deutscher Marineoffizier, zuletzt Vizeadmiral im Zweiten Weltkrieg.

## Leben
Schulte Mönting war ein Sohn des Oberregierungsrats und Oberstleutnant a. D. Richard Schulte Mönting (1869–1949) und seiner Ehefrau Else Rademacher (1873–1961).
Er trat am 3. Januar 1916 als Offiziersanwärter in die Kaiserliche Marine ein und kam nach dem Besuch der Marineschule Mürwik am 5. März 1916 zur weiteren Ausbildung auf den Großen Kreuzer Freya. Am 4. August 1916 folgte seine Versetzung auf den Schlachtkreuzer Derfflinger, auf dem er bis zum 4. Februar 1918 diente. Es folgte eine Kommandierung zu einem Torpedolehrgang auf der als Schulschiff genutzten Panzerkorvette Württemberg. Vom 21. April bis zum 2. Oktober 1918 diente er an Bord des Schlachtkreuzers Seydlitz; dort wurde er am 19. Juni 1918 zum Leutnant zur See befördert.
Nach Kriegsende erfolgte im November 1918 seine Versetzung zur 18. Torpedoboots-Halbflottille sowie bis 10. Januar 1922 Dienst an Bord der Kleinen Kreuzer Königsberg und Hamburg als Wach- bzw. Signaloffizier. Danach wurde Schulte Mönting bis zum 31. März 1922 als Zugführer in der Schiffsstammdivision der Nordsee eingesetzt. Am 1. April 1922 wurde er zum Oberleutnant zur See befördert und bis zum 30. September 1924 als Wachoffizier auf dem Torpedoboot V 3 eingesetzt. Anschließend war er bis zum 25. Februar 1925 Kommandant des Torpedobootes V 6 und in der Folge Flaggleutnant beim Stab des Befehlshabers der Seestreitkräfte der Nordsee. Am 5. Januar 1926 folgte seine Versetzung in das Reichswehrministerium nach Berlin, und Schulte Mönting wurde Marineadjutant des Reichspräsidenten Paul von Hindenburg. In dieser Dienststellung wurde er am 1. März 1929 Kapitänleutnant. Vom 27. September 1929 bis zum 2. Oktober 1931 befehligte er das Torpedoboot Luchs, bevor er eine zweijährige Führergehilfenausbildung absolvierte und anschließend als Adjutant des Chefs der Marineleitung, Admiral Erich Raeder, verwendet wurde. Am 1. April 1935 wurde Schulte Mönting Korvettenkapitän. Seine Funktion übte er auch nach der Umbenennung der Behörde in Oberkommando der Kriegsmarine bis 31. Mai 1937 aus. Er kam dann bis 14. September 1937 als Kommandeur zur Ausbildungsabteilung der 3. Zerstörerdivision und übernahm bis 25. Oktober 1938 als Kommandant den Zerstörer Hermann Schoemann. Am 1. Oktober 1938 wurde er zum  Fregattenkapitän befördert. Ab November 1938 diente er erneut im Oberkommando der Kriegsmarine, wo er vom 5. Januar 1939 bis zum 19. Februar 1944 als Chef des Stabes des Oberbefehlshabers der Kriegsmarine diente, zuletzt unter Großadmiral Karl Dönitz. In dieser Dienststellung wurde er am 1. April 1940 zum Kapitän zur See und am 1. März 1943 zum Konteradmiral befördert.  Vom 15. März bis zum 4. April 1944 war er zunächst mit der Wahrnehmung der Geschäfte des Kommandanten der Seeverteidigung Languedoc beauftragt, bevor er dieses Kommando bis 6. September 1944 übernahm. Anschließend war er Kommandierender Admiral der norwegischen Nordküste mit Dienstsitz in Trondheim. Am 1. April 1945 wurde er zum Vizeadmiral befördert.
Nach der Kapitulation der Wehrmacht organisierte er die Entmilitarisierung und Rückführung der deutschen Besatzungstruppen nach Deutschland. Schulte Mönting befand sich dann ab 17. August 1945 in britischer Kriegsgefangenschaft und wurde u. a. im London Cage inhaftiert. Während des Nürnberger Prozesses sagte Schulte Mönting als Zeuge aus. Am 1. Juli 1947 erfolgte seine Entlassung aus der Gefangenschaft.

## Auszeichnungen
- Eisernes Kreuz (1914) II. Klasse[3]
- Kriegsverdienstkreuz (1939) II. und I. Klasse mit Schwertern
- Deutsches Kreuz in Silber am 25. Juni 1942[4]
- Finnischer Orden des Freiheitskreuzes II. Klasse mit Schwertern